# Karol Tarło (zm. 1702)
Karol Tarło herbu Topór (zm. w 1702 roku) – kanclerz wielki koronny w 1702 roku, podkanclerzy koronny w latach 1689–1702, wojewoda lubelski w latach 1685–1689, starosta stężycki w latach 1668–1686 i 1693–1695, marszałek kapturowy sandomierski w 1674 roku, marszałek sandomierskich sądów skarbowych w 1671 roku.

## Życiorys
Jego ojcem był Aleksander Piotr Tarło, kasztelan lubelski, a matką Jadwiga Lanckorońska.
Jego żoną została (przed 1674) Zofia Pszonka z Babina. Jego synem był Adam Piotr Tarło (zm. 1719) – stolnik królewski, wojewoda i starosta lubelski, janowski.
Miał też córki, którymi były: Jadwiga Tarło – żona kasztelan radomskiego Jana Kazimierza Lanckorońskiego, Teresa Magdalena Tarło i Dorota Tarło.
Na sejmie abdykacyjnym jako poseł województwa sandomierskiego 16 września 1668 roku podpisał akt potwierdzający abdykację Jana II Kazimierza Wazy.
W 1669 roku był elektorem Michała Korybuta Wiśniowieckiego z województwa sandomierskiego.
Elektor Jana III Sobieskiego z województwa sandomierskiego w 1674 roku.
Był elektorem Augusta II Mocnego z województwa lubelskiego  i z województwa sandomierskiego w 1697 roku.
W styczniu 1702 roku podpisał akt pacyfikacji Wielkiego Księstwa Litewskiego.